# 黃珙
黃珙（1442年—？），字德溫，湖廣郴州永興縣人，民籍，明朝政治人物。

## 生平
湖廣鄉試第五名舉人。成化十七年（1481年）中式辛丑科會試第一百八十八名，三甲第一百零七名進士。弘治十年（1497年）二月由刑部員外郎升江西按察司僉事，正德四年（1509年）乞休。

## 家族
曾祖黃得民，任判官；祖父黃庸，府檢校；父黃鉞，知縣。母張氏。